# ВИЧ/СПИД в Молдове
ВИЧ в Молдове признан одной из приоритетных проблем общественного здоровья. В 2022 году официальные данные говорят о 10 тысячах носителей ВИЧ, хотя реальное число оценивается на уровне 16 тысяч.
На 2019 год Молдова входила в четвёрку стран с наивысшим темпом инфицирований ВИЧ — 22,2 новых случая на каждые 100 тысяч населения. Страна также занимала второе место по количеству новых случаев СПИДа — 9 на 100 тысяч жителей. Тем не менее к 2020 году только 6 тысяч человек получали антиретровирусную терапию.

## Распространение
Первый случай ВИЧ зарегистрирован в Молдове в 1987 году. Но на протяжении десятилетия инфекция распространялась довольно медленно, и до 1995 года в год фиксировалось менее 10 случаев. Заболеваемость начала расти с увеличением количества людей, потребляющих инъекционные наркотики в 1997-м, когда за год выявили 900 новых случаев. В течение трёх последующих лет инъекционное употребление наркотиков оставалось основным способом передачи ВИЧ и составляло 82—83 % новых случаев.
К 2001 году в Молдове насчитывалось 1,4—1,5 тысяч случаев ВИЧ. Из них более 390 было зарегистрировано в муниципии Бельцы. Наиболее затронуты были люди 20—29 лет (59 %), на людей в возрасте 30—39 лет приходилось только 22 % случаев. Еще 14 % пострадавших были подростками и до 19 лет. В этот период был зафиксирован пик эпидемии в стране — 20,1 случая на 100 тысяч обследованных.
К 2003 году ЮНЭЙДС оценивало реальное число инфицированных взрослых уже на уровне 5,5 тысячи. Тогда как Всемирная организация здравоохранения сообщала, что на 2004 год в стране было зарегистрировано 1,9 тысячи людей с ВИЧ, у 100 граждан был выявлен СПИД. Распространённость ВИЧ в этот период была 44,7 на 100 тысяч населения, в столице эта цифра достигала 74,9.
Введённые в начале 2000-х годов программы снижения вреда помогли в дальнейшем сократить долю инъекционных наркоманов, заразившихся при многократном использовании шприцев. В 2015-м их доля среди новых случаев упала до 6,7 %, тогда как половой путь передачи отвечал за 87,5 % новых случаев. На гомосексуальные контакты у мужчин приходилось только 2,1 %. Опросы того времени показывали, что только 22—47 % людей из разных групп риска тестировались в течение года.
С начала наблюдений и до 2013 до 2013 года в Молдове зарегистрировали 8557 случаев ВИЧ, из них 20 % — умерли от СПИД (1,7 тысячи). Только 2,4 тысячи людей, живущих с ВИЧ, проходили антиретровирусную терапию. Через четыре года число жертв СПИДа практически удвоилось и достигло 3,1 тысячи. Тем не менее терапию получало менее половины официально зарегистрированных носителей, и только 18 % от их оценочного числа. Охват профилактическими программами среди основных групп риска в Кишинёве составлял только 16,5—24 % от их общей численности, охват тестированием 24—49 %.
В 2016—2017 годах фиксировалась высокая распространённость ВИЧ в группах риска. Среди инъекционных наркозависимых Кишинёва инфицированы были ориентировочно 13,9 %, Бельцов — 17,0 %, Тирасполе — 29,1 %. Для сравнения распространённость среди секс-работниц составляла 3,9 % в Кишинёве и 22,3 % в Бельцах. Среди мужчин, практикующих секс с мужчинами (МСМ), в Кишинёве — 9,0 %, в Бельцах — 4,1 %. Опросы среди групп риска также показывали склонность к опасному поведению. Например, в 2013-м Евразийская коалиция по здоровью, гендерному и сексуальному многообразию сообщала, что меньше половины МСМ, пользовались презервативами. Через три года ситуация сохранялась. Только около 23 % МСМ проживающих совместно пользовались презервативами, со случайными партнёрами — 50-52 %.
Если во всём мире с начала столетия к 2017 году число новых случаев ВИЧ сократилось на 40 %, то в Молдове в 2013—2017 стабильно регистрировали 700—800 новых носителей, в основном среди 25-39 летних граждан. По официальным данным, к концу периода в стране проживало 11,6 тысяч людей с ВИЧ. Хотя оценки реального числа инфицированных достигали 15 тысяч. Молдова всё ещё находилась в концентрированной стадии эпидемии, и менее 1 % населения проживали с ВИЧ.
Большая часть трудовых мигрантов регулярно выезжает из страны на заработки в Россию, где к 2017 году каждый час в среднем 10 человек инфицировались ВИЧ. Так как в Молдове к 2018 году более 60 % заражений ВИЧ приходилось на гетеросексуальные контакты, специалисты опасались дальнейшего ухудшения ситуации. Кроме того, молдавские мигранты, которые знали свой ВИЧ-положительный статус, часто не возвращаются на лечение из-за невозможности повторного въезда в РФ. Такие люди могут годами отказываться от лечения. Для решения этой проблемы молдавские власти запустили в 2022 году пробную акцию по дистанционной постановке на учёт. Доставку медикаментов в таких случаях осуществляют НКО.
В 2019 году в Молдове зарегистрировали 922 новых случая ВИЧ. Страна вошла в четвёрку лидеров Европы по темпам роста инфицирования ВИЧ — 22,2 новых случая на каждые 100 тысяч населения. Молдова уступала только таким поражённым ВИЧ регионам как Россия (59 случаев на 100 тысяч), Украина (37,3) и Беларусь (25,2). Кроме того, страна находилась второй в списке стран по количеству новых диагнозов СПИДа (9 на 100 тысяч населения), уступая только Украине (20,9). Количество людей с ВИЧ в общем составе населения составляло около 297,21 случая на 100 тысяч жителей, для Правобережного Приднестровья — 238,6.
В 2019 году в Молдове также запустили акция организации «Позитивная инициатива» по тестированию в мобильных клиниках. С начала 2019-го по 2020 год в ней проверили свыше 600 человек, вирус выявили у 62 (около 10 %).
По данным Всемирного банка, распространённость ВИЧ в Молдове стабильно росла с 2000 года. Если в начале столетия её оценивали на уровне 0,3 % от всего взрослого населения, то в 2010-м — 0,6 %, в 2020-м — уже 0,8 %. Распространённость ВИЧ среди потребителей инъекционных наркотиков в Молдове оставалась гораздо выше, чем в среднем по населению — 11 %.
В 2021 году в стране зарегистрировали 797 новых инфицированных. При этом среди молодых людей в возрасте от 15 до 34 лет было выявлено 253 новых носителей, что на 19 % больше чем годом ранее. Предположительно, это было связано с запуском программы «Just Test», во время которой в аптеках повсеместно стали доступны экспресс-тесты на ВИЧ.
В 2022 году было зарегистрировано 929 новых случаев ВИЧ среди жителей Молдовы. Общее число людей с ВИЧ по оценкам ЮНЭЙДС превышало 16 тысяч, тогда как на учёте стояло только 10.

## Терапия и проблемы
В Молдове, как и в других восточноевропейских странах, распространено негативное отношение к носителям ВИЧ. Некоторые из них сообщали, о разглашении статуса медработниками, что часто сопряжено с травлей и угрозами. Согласно исследованиям ЮНЭЙДС «Индекс стигмы» 2018 и 2022 годов, почти 40 % ВИЧ-инициированных подверглись дискриминации. Наиболее часто они становились жертвами сплетен, оскорблений или физической агрессии. В отдельных случаях люди с ВИЧ не могли устроиться на работу или им было отказано в аренде жилья.
Каждой 10-й женщине, живущей с ВИЧ, врачи рекомендовали прервать беременность. Хотя приём антиретровирусных препаратов позволяет предотвратить передачу вируса при рождении. Роженицы с ВИЧ сообщали, что их содержат изолированно, иногда в палатах с решётками на окнах. В 2017-м примерно каждый пятый человек, живущий с ВИЧ, сталкивался с отказом в медицинской помощи.
С 2000 года доступны услуги по снижению вреда, но только в нескольких тюрьмах страны. С 2018 года в трёх ВИЧ центрах и тюрьмах страны доступна доконтактная профилактика. Через год опиоидная терапия была доступна в 8 центрах и 13 тюрьмах, где программу проходило 522 человека.
Антиретровирусная терапия в стране всегда была бесплатна. На 2020-й терапию, которая была доступна только в 8 учреждениях страны, включая тюрьмы, проходило 6 тысяч носителей. Кроме того, после начала военных действий на Украине доступ к услугам, связанным с ВИЧ, получили беженцы. К марту 2022 года правительство Республики Молдова оценивало поток беженцев в страну до 1 миллиона. Однако точных данных о числе ВИЧ-инфицированных среди них не существует и невозможно оценить нагрузку на систему здравоохранения страны.
Закон Молдовы о профилактике ВИЧ, принятый в 2002 году, устанавливает уголовную ответственность для носителей, которые «подвергают другого человека риску» передачи ВИЧ. Не менее пяти человек были обвинены по статье 212, последний из них — в июне 2017 года. При этом наказание может последовать даже в случаях, когда передача вируса практически невозможна. В 2011 году заключённая с ВИЧ была приговорена к дополнительным четырём годам и восьми месяцам за то, что укусила тюремного охранника во время конфликта. В Приднестровье — самопровозглашённом государстве, признанном на международном уровне частью Молдовы, — также действует собственное уголовное законодательство, касающееся ВИЧ. Однако о судебных делах по дискриминирующим статьям неизвестно.

## Комментарии
1. ↑  Данные не поступали из России, Швеции, Таджикистана, Туркменистана и Узбекистана